# Michael Bryant (acteur)
Pour les articles homonymes, voir Bryant et Michael Bryant.
Michael Dennis Bryant, CBE, né le 5 avril 1928 à Londres et mort le 25 avril 2002 à Richmond (Grand Londres), est un acteur anglais.

## Biographie
Très actif au théâtre, où il débute en 1951, Michael Bryant joue souvent à Londres, entre autres dans La Cantatrice chauve d'Eugène Ionesco (1956, avec Michael Bates et Jill Bennett), Henry V de William Shakespeare (1965, avec Ian Holm et Malcolm McDowell), La Dame de chez Maxim de Georges Feydeau (1977, avec Edward Hardwicke et Sara Kestelman), Antoine et Cléopâtre de Shakespeare (1987, avec Anthony Hopkins et Judi Dench), Les Sorcières de Salem d'Arthur Miller (1990, avec Tom Wilkinson et Zoë Wanamaker), Pygmalion de George Bernard Shaw (1992, avec Frances Barber et Gillian Barge), ou encore La Cerisaie d'Anton Tchekhov (2000-2001, avec Vanessa Redgrave et Roger Allam).
Au cinéma, il contribue à dix-huit films (majoritairement britanniques), depuis Passage Home de Roy Ward Baker (1955, avec Anthony Steel et Peter Finch) jusqu'à Il était une fois Jésus de Derek Heyes et Stanislav Sokolov (2000), film d'animation où Ralph Fiennes, Julie Christie et lui prêtent leurs voix. Entretemps, mentionnons Atlantique, latitude 41° de Roy Ward Baker (1958, avec Frank Lawton et Michael Goodliffe, film sur le naufrage du Titanic, où il personnifie l'officier James Paul Moody), le film d'horreur Le Jardin des tortures de Freddie Francis (1967, avec Jack Palance et Burgess Meredith), Nicolas et Alexandra de Franklin J. Schaffner (1971, avec Michael Jayston et Janet Suzman dans les rôles-titre, où il interprète Lénine), Gandhi de Richard Attenborough (1982, avec Ben Kingsley dans le rôle-titre et Roshan Seth) et Hamlet de Kenneth Branagh (1996, avec le réalisateur dans le rôle-titre shakespearien et Julie Christie).
À la télévision britannique, il apparaît dans trente-neuf séries, dont La Légende des Strauss (mini-série, 1972, un épisode où il joue l'empereur François-Joseph), Colditz (un épisode, 1972) et La Chute des aigles (mini-série, 1974, un épisode où il tient le rôle de Piotr Ratchkovski). 
S'ajoutent dix téléfilms diffusés entre 1970 et 1993, certains d'origine théâtrale, telle une adaptation des Joyeuses Commères de Windsor de Shakespeare en 1982 (réalisation de David Hugh Jones, avec Alan Bennett et Richard O'Callaghan).
Sa carrière sur les planches lui vaut de gagner trois Laurence Olivier Awards (voir détails ci-dessous), dont celui du meilleur acteur de l'année, pour State of Revolution (en) de Robert Bolt (1977, avec Brian Blessed et Michael Kitchen), où il personnifie à nouveau Lénine.
En 1988, Michael Bryant est fait Commandeur de l'ordre de l'Empire britannique (CBE). Il meurt en 2002, peu après son 74e anniversaire.

## Théâtre (sélection)
(pièces jouées à Londres)
- 1956 : La Cantatrice chauve (The Bald Prima Donna) d'Eugène Ionesco, adaptation de Donald Watson
- 1957 : La Paix du dimanche (Look Back in Anger) de John Osborne, mise en scène de Tony Richardson
- 1958 : Le marchand de glace est passé (The Iceman Cometh) d'Eugene O'Neill
- 1958 : Five Finger Exercise de Peter Shaffer, mise en scène de John Gielgud : Walter Langer (rôle repris à Broadway, New York, en 1959-1960)
- 1962 : Lawrence d'Arabie (Ross) de Terence Rattigan : rôle-titre
- 1963 : Gentle Jack de Robert Bolt
- 1964 : Le Juif de Malte (The Jew of Malta) de Christopher Marlowe
- 1965 : L'Instruction (The Investigation) de Peter Weiss
- 1965 : Henry V de William Shakespeare
- 1965 : Le Retour (The Homecoming) d'Harold Pinter
- 1975 : The Return of A. J. Raffles de Graham Greene
- 1977 : La Dame de chez Maxim (The Lady from Maxim's) de Georges Feydeau, mise en scène de Christopher Morahan
- 1977 : State of Revolution (en) de Robert Bolt : Lénine
- 1978 : Le Fourbe (The Double Dealer) de William Congreve : Sir Paul Plyant
- 1978 : Brand d'Henrik Ibsen, mise en scène de Christopher Morahan
- 1979 : Comme il vous plaira (As You Like It) de William Shakespeare : Jaques
- 1979 : Undiscovered Country (Das Weite Land) d'Arthur Schnitzler, adaptation de Tom Stoppard
- 1979 : Le Canard sauvage (The Wild Duck) d'Henrik Ibsen, adaptation de Christopher Hampton, mise en scène de Christopher Morahan : Gregers Werle
- 1980 : The Romans in Britain d'Howard Brenton
- 1980 : Othello de William Shakespeare, mise en scène de Peter Hall : Iago
- 1980 : Sisterly Feelings d'Alan Ayckbourn, mise en scène de Christopher Morahan et Alan Ayckbourn
- 1981 : La Vie de Galilée (The Life of Galileo) de Bertolt Brecht, adaptation d'Howard Brenton : le cardinal Barberini
- 1981 : Le Malade imaginaire (The Hypochondriac) de Molière, adaptation d'Alan Drury
- 1981 : L'Alcade de Zalamea (The Mayor of Zalamea) de Pedro Calderón de la Barca, adaptation d'Adrian Mitchell : Pedro Crespo
- 1982 : Oncle Vania (Uncle Vanya) d'Anton Tchekhov : rôle-titre
- 1982 : La Tragédie espagnole (The Spanish Tragedy) de Thomas Kyd
- 1983 : Lorenzaccio d'Alfred de Musset, adaptation de John Fowles
- 1983 : Les Voix intérieures (Inner Voices) d'Eduardo De Filippo, adaptation de N. F. Simpson
- 1984 : L'Hôtel du libre échange (A Little Hotel on the Side) de Georges Feydeau et Maurice Desvallières, adaptation de John Mortimer : Bastien
- 1984 : Sainte Jeanne (Saint Joan) de George Bernard Shaw
- 1985 : Elle s'abaisse pour vaincre (She Stoops to Conquer) d'Oliver Goldsmith : M. Hardcastle
- 1985 : Amour pour amour (Love for Love) de William Congreve
- 1986 : L'Opéra de quat'sous (The Threepenny Opera) de Bertolt Brecht, musique de Kurt Weill
- 1986 : L'Horloge américaine (The American Clock) d'Arthur Miller
- 1987 : Antoine et Cléopâtre (Antony and Cleopatra, mise en scène de Peter Hall : Enobarbus) et Le Roi Lear (King Lear : le comte de Gloucester) de William Shakespeare
- 1988 : Le Conte d'hiver (The Winter's Tale) de William Shakespeare, mise en scène de Peter Hall
- 1988 : La Foire de la Saint-Barthélemy (Bartholomew Fair) de Ben Jonson
- 1989 : The Voysey Inheritance (en) d'Harley Granville Barker, mise en scène de Richard Eyre
- 1989 : Hamlet de William Shakespeare, mise en scène de Richard Eyre : Polonius
- 1990 : Les Sorcières de Salem (The Crucible) d'Arthur Miller, mise en scène d'Howard Davies
- 1990 : Racing Demon (en) de David Hare, mise en scène de Richard Eyre : le révérend Harry Henderson
- 1991 : Le Vent dans les saules (The Wind in the Willows), adaptation par Alan Bennett du roman éponyme de Kenneth Grahame, mise en scène de Nicholas Hytner : Badger
- 1991 : Murmuring Judges de David Hare, mise en scène de Richard Eyre : le juge Cuddeford
- 1991 : La Résistible Ascension d'Arturo Ui (The Resistible Rise of Aurturo Ui) de Bertolt Brecht, adaptation de Ranjit Bolt
- 1992 : Pygmalion de George Bernard Shaw, mise en scène d'Howard Davies : Alfred Doolittle
- 1993 : The Absence of War de David Hare, mise en scène de Richard Eyre : le très honorable Bryden Thomas, membre du Parlement
- 1993 : Trelawny of the « Wells » (en) d'Arthur Wing Pinero, mise en scène de Richard Eyre : James Telfer
- 1995 : Richard II de William Shakespeare
- 1997 : The Invention of Love de Tom Stoppard, mise en scène de Richard Eyre
- 1999 : L'Argent (Money) d'Edward Bulwer-Lytton
- 2000 : Les Estivants (Summerfolk) de Maxime Gorki, adaptation de Nick Dear
- 2000-2001 : La Cerisaie (The Cherry Orchard) d'Anton Tchekhov, adaptation de David Lan, mise en scène de Trevor Nunn

## Filmographie partielle

### Cinéma
- 1955 : Passage Home de Roy Ward Baker : Stebbings
- 1958 : Atlantique, latitude 41° (A Night to Remember) de Roy Ward Baker : l'officier James Paul Moody
- 1962 : Accusé, levez-vous (Life for Ruth) de Basil Dearden : le conseiller de John
- 1963 : Au bord du gouffre (The Mind Benders) de Basil Dearden : Dr Danny Tate
- 1966 : MI5 demande protection (The Deadly Affair) de Sidney Lumet : Gaveston (l'acteur dans Edward II)
- 1967 : Le Jardin des tortures (Torture Garden) de Freddie Francis : Colin Williams (épisode 1 Enoch)
- 1969 : Goodbye, Mr. Chips d'Herbert Ross (film américain) : Max Staefel
- 1970 : The Deep d'Orson Welles (film inachevé) : John Ingram
- 1971 : Nicolas et Alexandra (Nicholas and Alexandra) de Franklin J. Schaffner : Lénine
- 1972 : Dieu et mon droit (The Ruling Class) de Peter Medak : Dr Herder
- 1982 : Gandhi de Richard Attenborough : un diplomate britannique
- 1996 : Hamlet de Kenneth Branagh : le prêtre
- 2000 : Il était une fois Jésus (The Miracle Maker) de Derek Hayes et Stanislav Sokolov (film d'animation) : Dieu / le docteur (voix)

### Télévision

#### Séries
- 1972 : La Légende des Strauss (The Strauss Family, mini-série), épisode 8 Adele : l'empereur François-Joseph
- 1972 : Colditz, saison 1, épisode 10 Tweedledum : Wing commander George Marsh
- 1974 : La Chute des aigles (Fall of Eagles, mini-série), épisode 8 The Appointment : Piotr Ratchkovski

#### Téléfilms
- 1972 : The Stone Tape de Peter Sasdy : Peter Brock
- 1976 : César et Cléopâtre (Caesar and Cleopatra) de James Cellan Jones : Britannus
- 1982 : Les Joyeuses Commères de Windsor (The Merry Wives of Windsor) de David Hugh Jones : Dr Caius
- 1984 : Sakharov de Jack Gold : Syshchikov

## Distinctions (sélection)
- Trois Laurence Olivier Awards gagnés :
  - En 1977, de l'acteur de l'année dans une nouvelle pièce, pour State of Revolution (en) ;
  - En 1987, du meilleur second rôle masculin de l'année, pour Antoine et Cléopâtre et Le Roi Lear ;
  - Et en 1990, du meilleur second rôle masculin de l'année, pour Racing Demon (en) et The Voysey Inheritance (en).
- 1988 : Commandeur de l'ordre de l'Empire britannique (CBE).

## Note et référence
1. ↑  Voir l'article nécrologique de The Guardian du 30 avril 2002.